# Cinq-Mars (roman)
Pour les articles homonymes, voir Cinq-Mars.
Cinq-Mars ou Une conjuration sous Louis XIII est un roman d'Alfred de Vigny publié en 1826. Il est inspiré par le complot que le jeune marquis d’Effiat tenta pour destituer Richelieu.

## Contenu
Considéré comme le premier roman historique français, il repose sur des faits réels mais Alfred de Vigny se permet des libertés par rapport à la réalité. La critique des historiens est sévère. Alfred de Vigny s'en défend, au contraire, en revendiquant son droit à la fiction dans la préface à la seconde édition. 

## Le roman dans l'art
Les peintres y puisent rapidement leur inspiration. Dès 1829, Paul Delaroche réalise Richelieu et Cinq-Mars remontant le Rhône. Claudius Jacquand y consacre toute une série : Cinq-Mars et de Thou (localisation actuelle inconnue), exposé au Salon de 1835, qui représente les deux conspirateurs menés à l'échafaud, est suivi l'année suivante de Les Adieux de Cinq-Mars à Marie d'Entraigues ou Le Baiser du départ,  puis en 1837 de deux autres tableaux, Cinq-Mars à Perpignan (ou Cinq-Mars rendant son épée à Louis XIII) et Cinq-Mars allant au supplice. 
Le roman a aussi été adapté en 1877 par Charles Gounod pour son opéra du même nom.

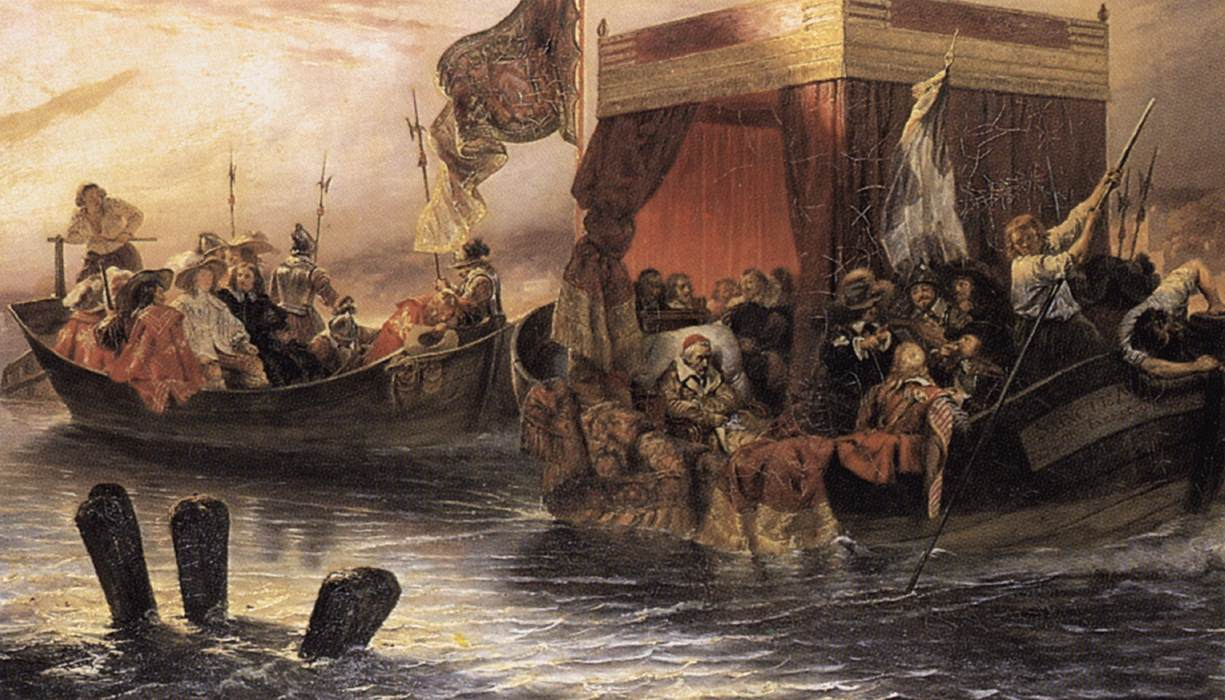
Paul Delaroche, Richelieu et Cinq-Mars remontant le Rhône, 1829 (Londres, Wallace Collection)
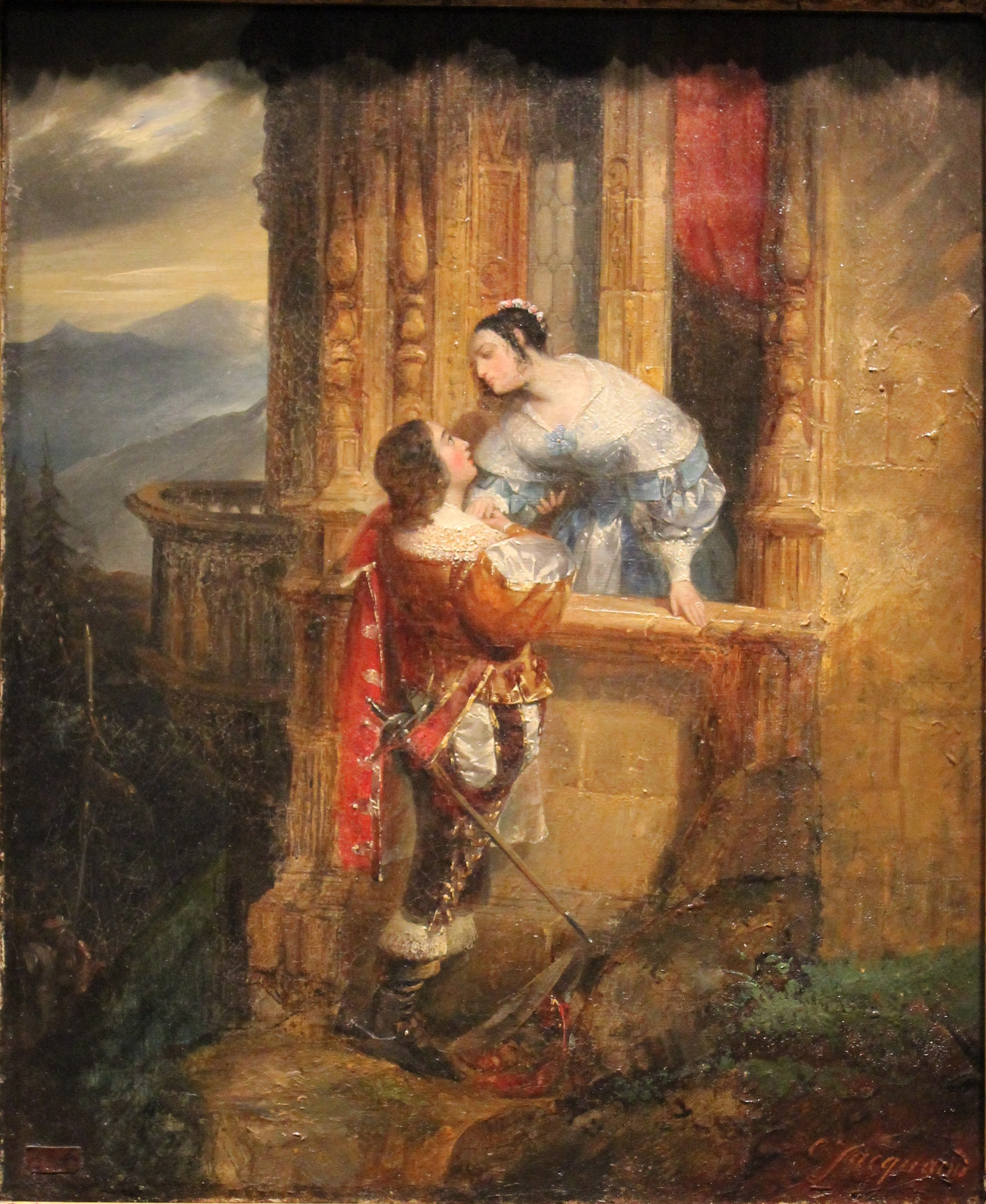
Claudius Jacquand, Les Adieux de Cinq-Mars à Marie d'Entraigues ou Le Baiser du départ, 1836 (Lyon, musée des Beaux-Arts)
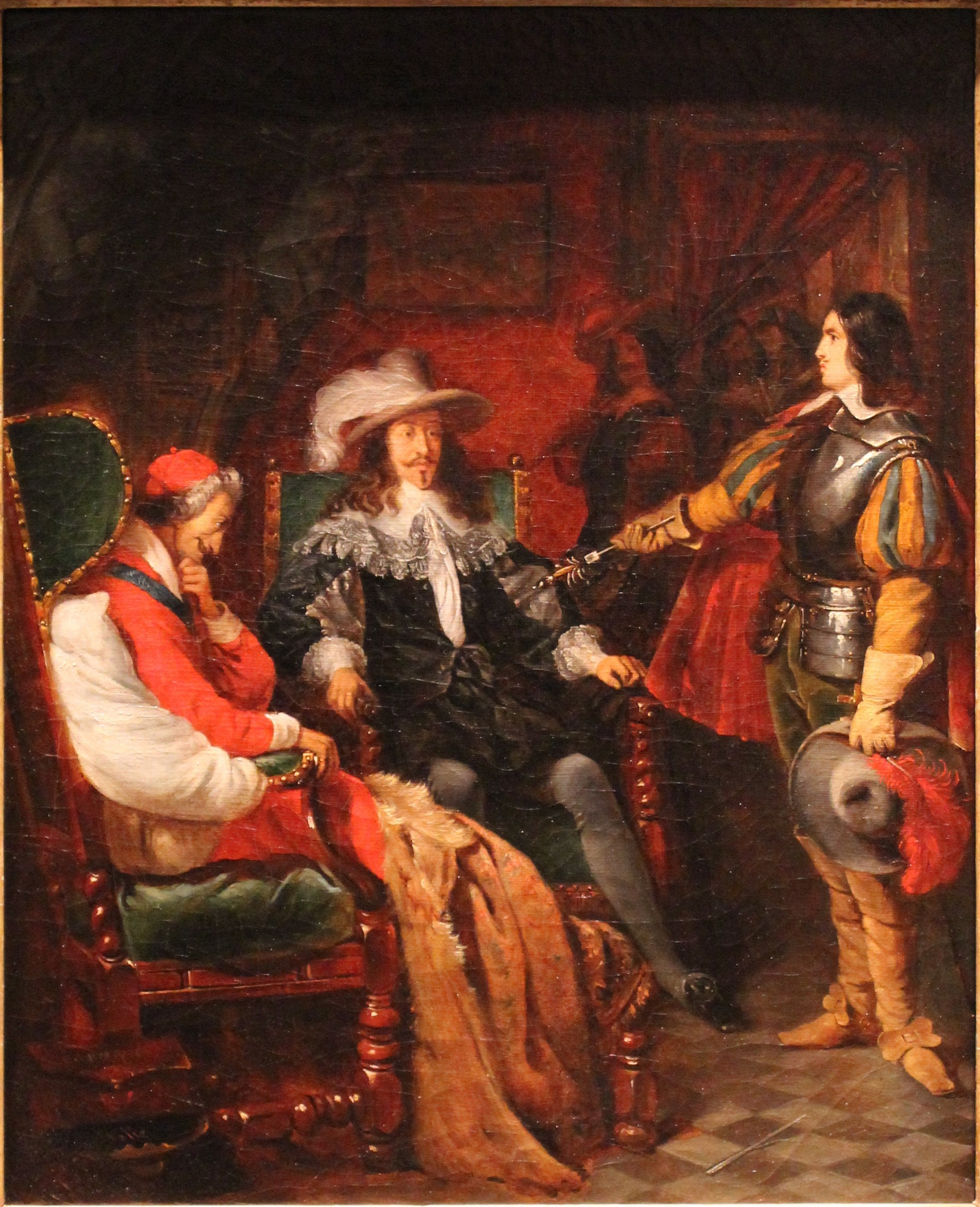
Claudius Jacquand, Cinq-Mars rendant son épée à Louis XIII, vers 1836-1836 (Bourg-en-Bresse, Monastère royal de Brou)